# Eduardo Propper de Callejón
Eduardo Propper de Callejón (* 9. April 1895 in Madrid; † 11. Januar 1972 in London) war ein spanischer Diplomat, der während des Zweiten Weltkriegs zwischen 1940 und 1944 Tausenden von Juden die Flucht aus dem besetzten Frankreich ermöglichte.

## Leben
Sein Vater Max Proper war ein jüdischer Bankier aus Böhmen. Seine katholische Mutter Juana Callejón war die Tochter eines spanischen Diplomaten. Sie erzog Eduardo und seine Brüder im katholischen Glauben.
1915 schloss er sein Studium der Rechtswissenschaft ab und ging im selben Jahr an die Diplomaten-Schule. 1918 ergriff er die diplomatische Laufbahn, verließ aber den Dienst im Jahre 1931 aus Abscheu vor der zweiten spanischen Republik. Nach der Machtübernahme des Franquismus trat er allerdings 1936 wieder ein.
Proper de Callejón wurde Erster Sekretär der spanischen Botschaft in Paris, als Frankreich am 20. Juni 1940 die Kapitulation gegenüber Deutschland erklärte. Er verhinderte die Plünderung der Kunstsammlung der Familie seiner Frau im Chateau de Royaumont durch die Wehrmacht, indem er diese Burg zu seinem Hauptwohnsitz machte. Dadurch war diese nun in gleicher Weise wie die Unterbringung eines anderen Diplomaten geschützt und wurde privilegiert behandelt. Unter den Kunstwerken befand sich auch ein Triptychon von Van Eyck (einem der Lieblingsmaler Adolf Hitlers).
Im Juli 1940 gab er aus dem spanischen Konsulat in Bordeaux, in Zusammenarbeit mit dem portugiesischen Konsul Aristides de Sousa Mendes, mehr als dreißigtausend Transitvisa an Juden, so dass sie Spanien überqueren konnten, um nach Portugal zu gelangen. Als der spanische Außenminister Ramón Serrano Súñer erfuhr, dass de Callejón ohne vorherige Genehmigung seines Ministeriums Visa ausstellte, versetzte er ihn in das Konsulat in Larache im spanischen Protektorat in Marokko. Danach wurde er nach Rabat, Zürich, Washington, Ottawa und Oslo versetzt.

## Trivia
- Seine Frau Hélène Fould-Springer (1906–1997) war eine Persönlichkeit des öffentlichen Lebens und Malerin. Sie entstammte einer jüdischen österreichisch-französischen Bankiersfamilie. Nach dem Zweiten Weltkrieg konvertierte sie zum Katholizismus.
- Seine Schwägerin Liliane de Rothschild (1916–2003) war die Frau des prominenten Mäzens und Philanthropen Élie de Rothschild.
- Er war der Großvater mütterlicherseits der britischen Schauspielerin Helena Bonham Carter.[2]
- Er bekam vor seinem Tod nie öffentliche Anerkennung für seine Heldentaten.
- Am 12. März 2008 ernannte ihn Yad Vashem, die Holocaustgedenkstätte in Israel, zum Gerechten unter den Völkern.[3]